# Шкапенко, Владимир Ефимович
Владимир Ефимович Шкапенко (июль 1924, Грузское, Екатеринославская губерния — 6 февраля 1945, Гожувский повет, Любушское воеводство) — советский военнослужащий, участник Великой Отечественной войны, Герой Советского Союза, красноармеец, стрелок 6-й стрелковой роты 1050-го стрелкового полка 301-й стрелковой Сталинской ордена Суворова 2-й степени дивизии 9-го Краснознамённого стрелкового корпуса 5-й ударной армии 1-го Белорусского фронта.

## Биография
Родился в июле 1924 года в селе Грузское Криворожского района (ныне в Днепропетровской области) в крестьянской семье. Украинец. После окончания школы работал в колхозе.
В Красную армию призван Долинским райвоенкоматом в 1944 году. На фронте в Великую Отечественную войну с марта 1944 года.
Стрелок 6-й стрелковой роты 1050-го стрелкового полка красноармеец Владимир Шкапенко в числе первых 15 января 1945 года переправился через реку Пилица у населённого пункта Пальчев, расположенного юго-западнее польского города Варка.
Будучи ведущим 6-й стрелковой роты Владимир Шкапенко, несмотря на смертоносный артиллерийский и пулемётный огонь неприятеля, первым пробежал по тонкому льду Пилицы. Решительным броском ворвавшись во вражескую траншею, где в рукопашном бою уничтожил двух вражеских пулемётчиков и захватил пулемёт.
Огнём из трофейного пулемёта красноармеец Шкапенко скосил пулемётным огнём около двух десятков противников, прикрыв форсирование реки 6-й стрелковой ротой и обеспечив ей захват плацдарма на левом берегу реки.
Погиб 6 февраля 1945 года при форсировании реки Одер северо-западнее города Кюстрин.
Указом Президиума Верховного Совета СССР от 27 февраля 1945 года за мужество и героизм, проявленные в наступательных боях и при форсировании реки Пилицы красноармейцу Шкапенко Владимир Ефимович посмертно присвоено звание Героя Советского Союза.
Награждён орденом Ленина, медалью.

## Память
- Имя на Стеле Героев в Кривом Роге.
- Именем Героя названы улицы в его родном селе и в городе Кривой Рог.